# NGC 5529
NGC 5529 (również PGC 50942 lub UGC 9127) – galaktyka spiralna (Sc), znajdująca się w gwiazdozbiorze Wolarza. Odkrył ją William Herschel 1 maja 1785 roku.